# Латарцев, Михаил Павлович
Михаил Павлович Латарцев — советский хозяйственный и государственный деятель, лауреат Государственной премии СССР за выдающиеся достижения в труде.

## Биография
Родился в 1926 году в Егорлыкском районе. Член КПСС.
Участник Великой Отечественной войны..
В 1950—1986 — садовод, звеньевой садоводческого звена Егорлыкского совхоза Егорлыкского района Ростовской области.
За получение высоких и устойчивых урожаев технических, овощных, плодовых культур, картофеля, льна, хлопка, чая на основе применения достижений науки и внедрения комплексной механизации был в составе коллектива удостоен Государственной премии СССР за выдающиеся достижения в труде 1979 года.
Умер в Егорлыкской в 2010 году.

## Награды
- Орден Отечественной войны II степени (06.04.1985)
- Орден Трудового Красного Знамени
- Орден Знак Почёта